# Universitetet (metropolitana di Stoccolma)
Universitetet è una stazione della metropolitana di Stoccolma.
Si trova posizionata sul territorio della circoscrizione di Östermalm. È una stazione della linea rossa T14 della rete metroviaria locale, situata fra le stazioni Tekniska högskolan e Bergshamra. La sua denominazione deriva dall'Università di Stoccolma che sorge nelle vicinanze, motivo per cui la fermata è spesso utilizzata dagli studenti: durante un normale giorno feriale vi transitano in media circa 11.200 persone.

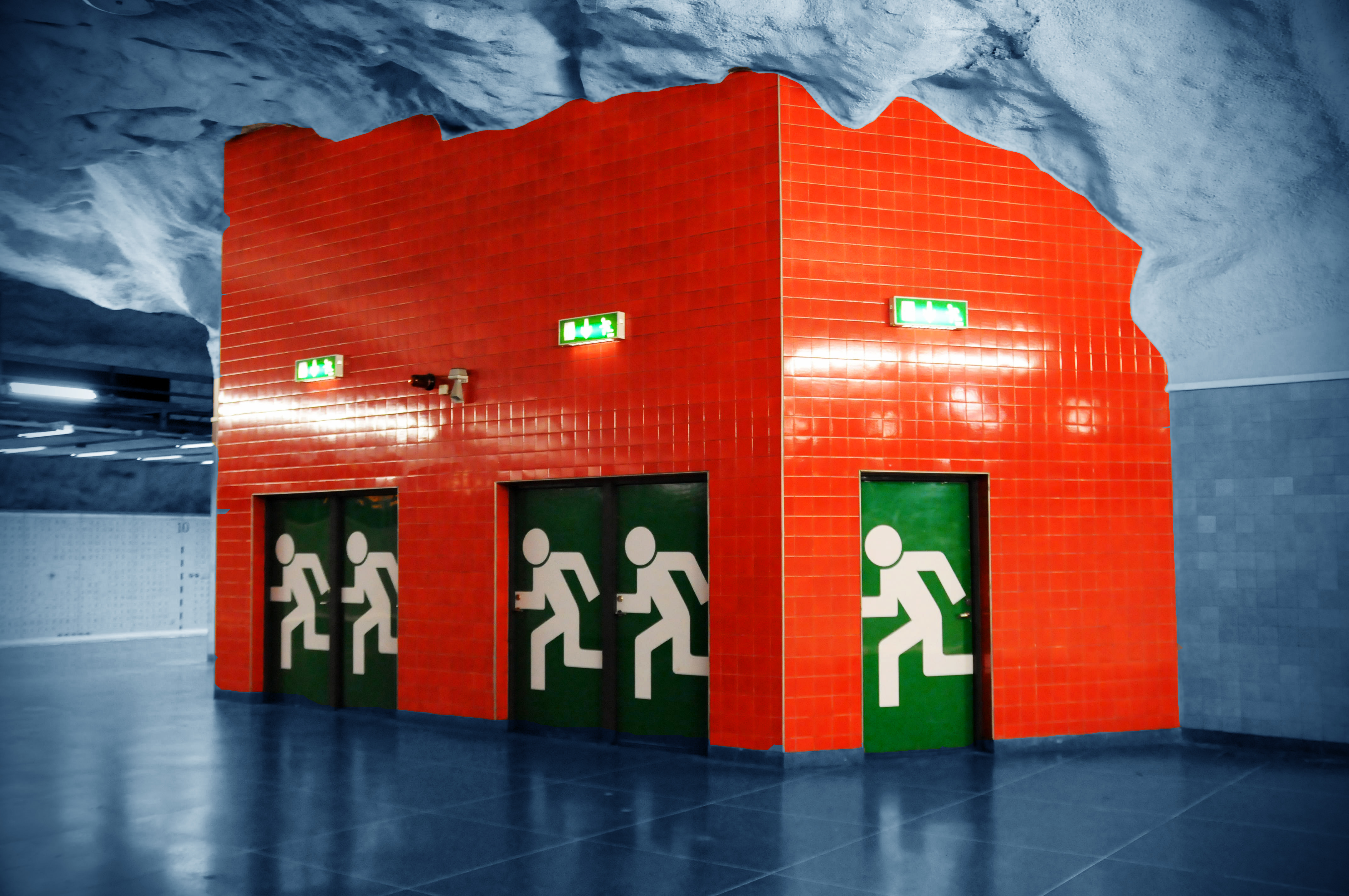
Uno scorcio degli interni.

Operativa dal 12 gennaio 1975, la stazione è stata capolinea fino al 29 gennaio 1978, giorno in cui venne inaugurato un prolungamento della tratta fino a Mörby centrum.
La progettazione fu affidata agli architetti Michael Granit e David Heldén, mentre nel 1998 ci fu una ristrutturazione. Sono qui presenti opere dello scultore svedese Fredrik Wretman e dell'artista belga Françoise Schein, il quale ha curato una serie di ceramiche che illustrano la dichiarazione universale dei diritti umani: esse fanno parte di una rete di installazioni artistiche in Europa, tra Bruxelles, Parigi e Lisbona. La piattaforma è collocata ad una profondità di 20-24 metri sotto il livello del suolo, ed è accessibile dall'ingresso localizzato in prossimità del parco Allhuset: esiste tuttavia una seconda uscita di sicurezza.
Nei dintorni è inoltre presente una stazione della ferrovia locale a scartamento ridotto Roslagsbanan, la quale non è però connessa direttamente con quella della metropolitana. La stazione ferroviaria centrale dista circa 5 chilometri.

## Tempi di percorrenza
| Linea | Capolinea     | Tempo  | Stazione                                                  | Tempo                            |
| T14   | Fruängen      | 27 min | Östermalmstorg T-Centralen Gamla stan Slussen Liljeholmen | 7 min 9 min 11 min 12 min 19 min |
| T14   | Mörby centrum | 6 min  | Östermalmstorg T-Centralen Gamla stan Slussen Liljeholmen | 7 min 9 min 11 min 12 min 19 min |